# Dangbo
Dangbo est une commune et une ville du sud-est du Bénin, préfecture du département de l'Ouémé. Elle est traversée par la route nationale 4 (RN). Maoudo Djossou est le maire de la commune depuis juin 2020.

## Géographie
La localité est située dans la basse vallée de l'Ouémé.

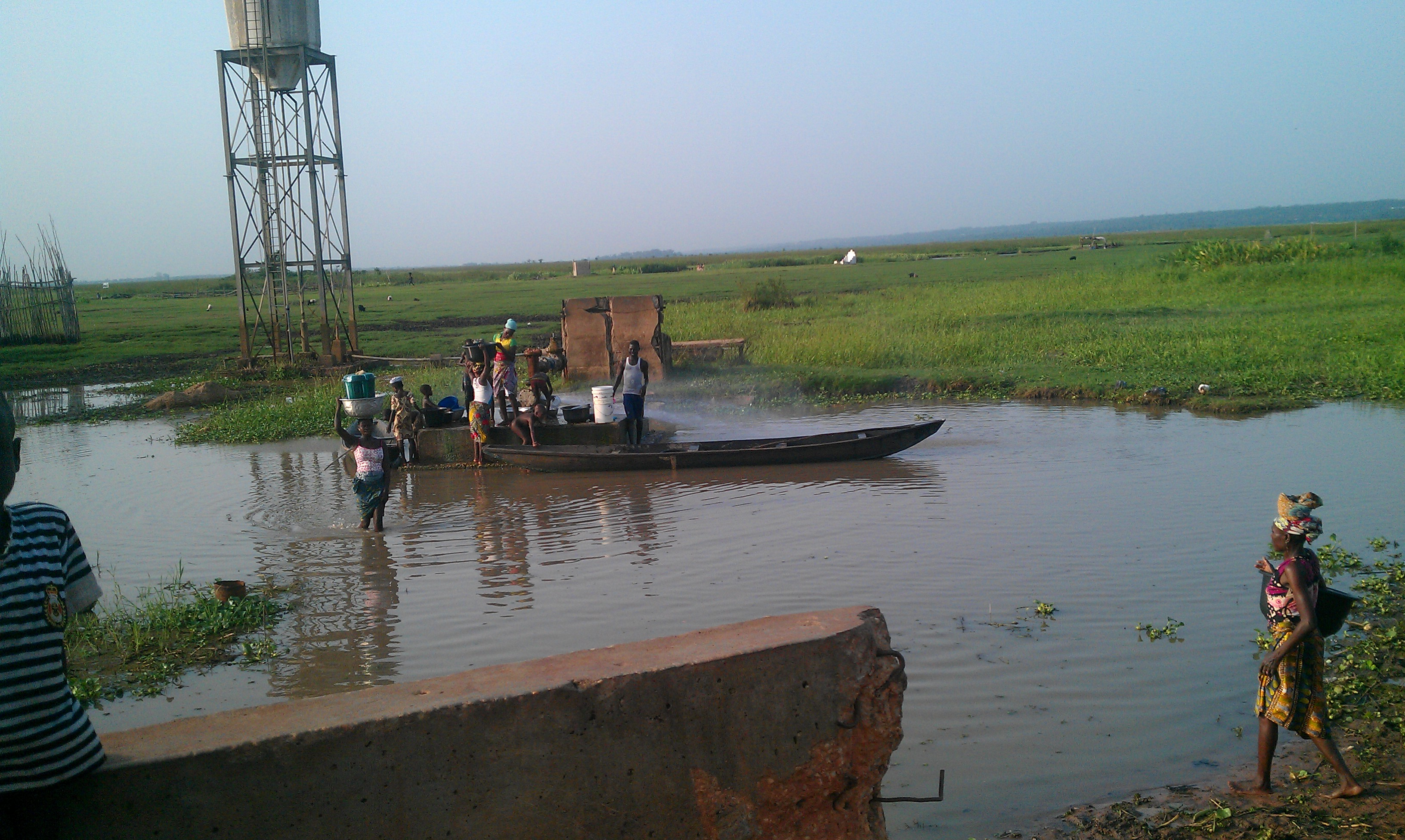
Crue de l'Ouémé à Dangbo en 2015.

## Population
Lors du recensement de 2013 (RGPH-4), la commune comptait 47 281 habitants.

## Économie

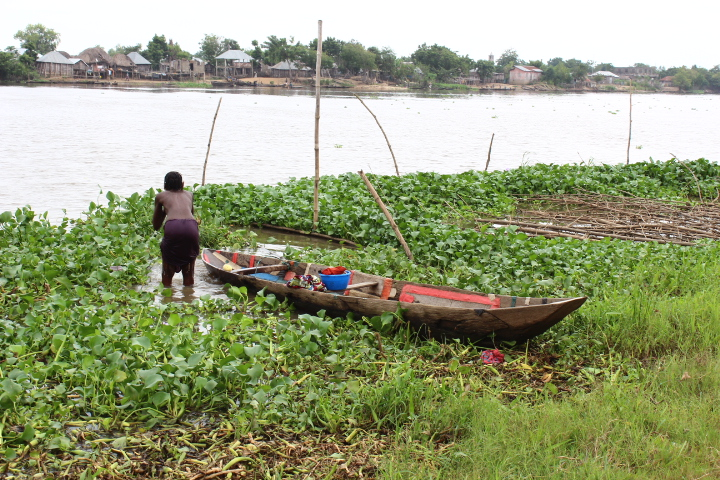
Pêcheur à Dangbo.

## Enseignement
- Institut de mathématiques et de sciences physiques

## Galerie de photos

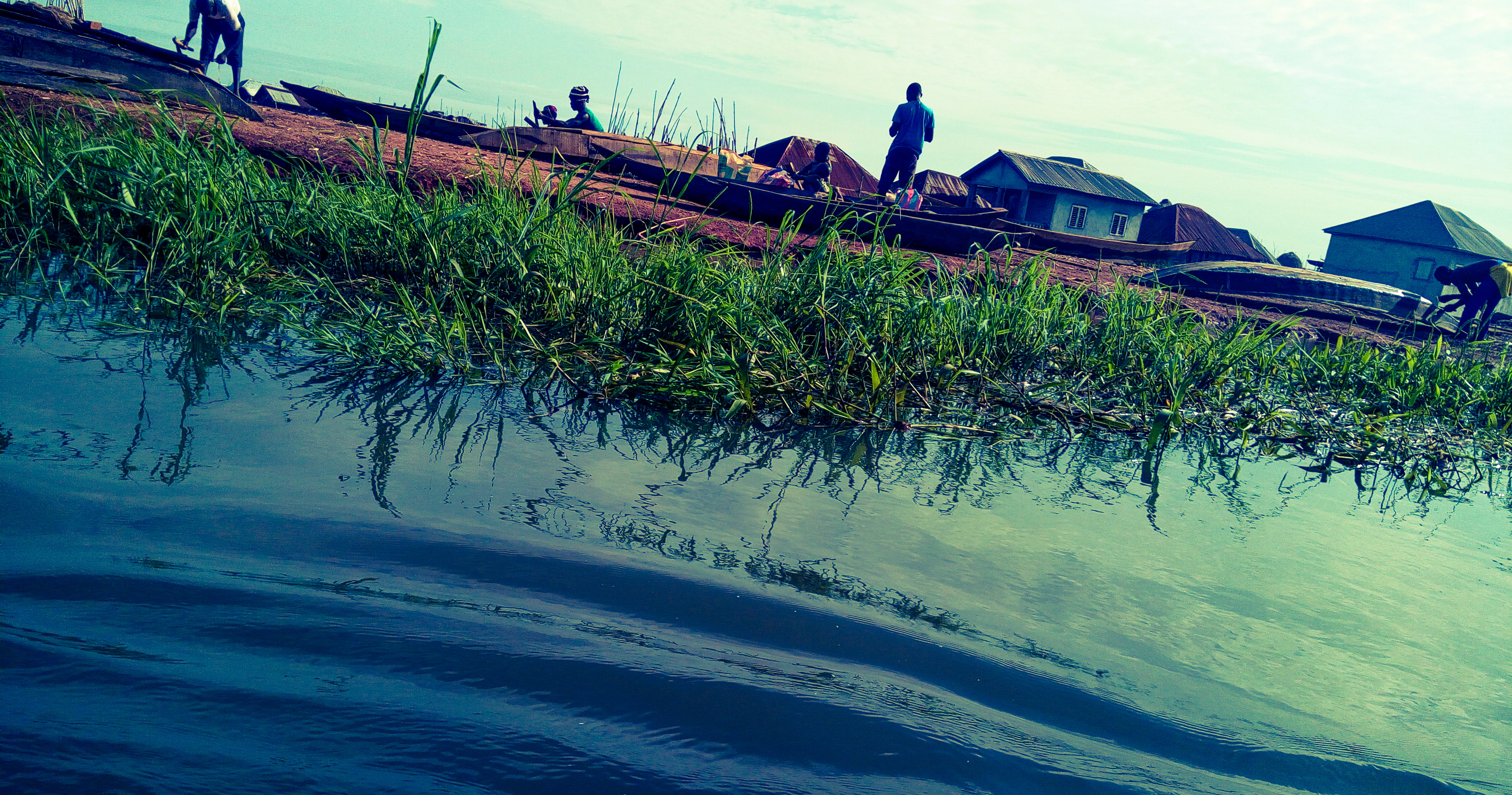
Fleuve Ouémé (Dangbo)